# Olaf Wildeboer
Olaf Wildeboer Faber (Sabadell, 4 marzo 1983) è un ex nuotatore e allenatore di nuoto spagnolo di origini olandesi.

## Biografia
I genitori sono di origine olandese e si sono trasferiti a Sabadell, in Spagna nel 1978. Il padre Paulus è stato allenatore di nuoto del CN Sabadell in Spagna. Anche la madre è stata allenatrice di nuoto. Suo fratello Aschwin Wildeboer, specializzato nel dorso, ha partecipato alle Olimpiadi di Pechino 2008 in rappresentanza della Spagna, giungendo settimo nella specialità dei 100 metri dorso.
Olaf Wildeboer ha rappresentato la Spagna ai Giochi olimpici di Atene 2004 giungendo ottavo in semifinale nella specialità dei 200 metri stile libero.
Dal 2006, ha gareggiato per il Paesi Bassi.
Dopo il ritiro dall'attività agonistica, è divenuto allenatore dell'Hovedstadens Svommeklub di Copenhagen, in Danimarca.

## Palmarès
- Giochi del Mediterraneo

Almería 2005: argento nei 200m sl; argento nella 4x100m sl.
- Europei giovanili

La Valletta 2001: argento nei 200m sl;